# Kecskeméti TE
Kecskeméti TE é um clube de futebol profissional húngaro da cidade de Kecskemét que joga o Campeonato Húngaro de Futebol (NB1).
O estádio do Kecskeméti TE se chama Széktói Stadion, com capacidade aproximada para 6.300 pessoas.

## Títulos

### Nacionais
- Segunda Divisão Húngara: 1

(2007/2008).